# Basketbol Süper Ligi 2020-2021
La Basketbol Süper Ligi 2020-2021 è stata la 55ª edizione del massimo campionato turco di pallacanestro maschile.

## Squadre
L'11 maggio 2020, viene dichiarata cancellata la stagione 2019-2020 da parte della Federazione turca. Vengono revocate le promozioni e le retrocessioni.
Il 29 giugno 2020 viene esclusa dal campionato la İTÜ Istanbul, per problemi finanziari. Con il posto lasciato vacante dall'ITU, viene ripescata la Petkim Spor Kulübü.
Il 21 agosto 2020 il Bandırma non si iscrive al campionato per problemi finanziari. La Federazione decide di porre il numero di squadre partecipanti a 15, salvo poi riportare a 16 il numero di squadre con l'annessione del Fethiye Belediyespor.
| Club              | Stagione | Città          | Stadio                      | Stagione precedente        |
| ----------------- | -------- | -------------- | --------------------------- | -------------------------- |
| Afyon Belediye    | ...      | Afyonkarahisar | Afyon Atatürk Sports Hall   | 14º posto in Süper Ligi    |
| Anadolu Efes      | dettagli | Istanbul       | Sinan Erdem Spor Salonu     | 1º posto in Süper Ligi     |
| Fethiye Belediye  | ...      | Fethiye        | Eldirek Spor Salonu         | 2º posto in Basketbol Ligi |
| Beşiktaş          | ...      | Istanbul       | BJK Akatlar Arena           | 8º posto in Süper Ligi     |
| Darüşşafaka       | ...      | Istanbul       | Volkswagen Arena Istanbul   | 6º posto in Süper Ligi     |
| Bahçeşehir Koleji | ...      | Istanbul       | Caferağa Sports Hall        | 13º posto in Süper Ligi    |
| Bursaspor         | ...      | Bursa          | Bursa Atatürk Sport Hall    | 9º posto in Süper Ligi     |
| T. Büyükçekmece   | ...      | Büyükçekmece   | Gazanfer Bilge Spor Salonu  | 15º posto in Süper Ligi    |
| Fenerbahçe        | dettagli | Istanbul       | Ülker Sports Arena          | 4º posto in Süper Ligi     |
| Galatasaray       | ...      | Istanbul       | Abdi İpekçi Arena           | 3º posto in Süper Ligi     |
| Gaziantep BŞB     | ...      | Gaziantep      | Karataş Şahinbey Sport Hall | 11º posto in Süper Ligi    |
| Socar Petkimspor  | ...      | Smirne         | Enka Sport Hall             | 1º posto in Basketbol Ligi |
| Karşıyaka         | dettagli | Smirne         | Karşıyaka Arena             | 2º posto in Süper Ligi     |
| Ormanspor         | ...      | Ankara         | Sait Zarifoğlu Spor Salonu  | 12º posto in Süper Ligi    |
| Tofaş Bursa       | ...      | Bursa          | Tofaş Nilüfer Sports Hall   | 5º posto in Süper Ligi     |
| Türk Telekom      | ...      | Ankara         | Ankara Arena                | 10º posto in Süper Ligi    |

### Personale e sponsorizzazione
| Squadra             | Allenatore        | Capitano         | Sponsor tecnico | Sponsor di squadra  |
| ------------------- | ----------------- | ---------------- | --------------- | ------------------- |
| Afyon Belediye      | Can Sevim         | Sinan Sağlam     | Barex           | HDI Sigorta         |
| Anadolu Efes        | Ergin Ataman      | Doğuş Balbay     | Bilcee          | Anadolu Efes        |
| Bahçeşehir Koleji   | Erhan Ernak       | Deniz Kılıçlı    | Playoff         | Bahçeşehir Koleji   |
| Beşiktaş            | Ahmet Kandemir    | Mehmet Yağmur    | Macron          | Sompo Japan Sigorta |
| Bursaspor           | Dušan Alimpijević | Ender Arslan     | Kappa           | Uludağ Frutti Extra |
| Büyükçekmece        | Özhan Çıvgın      | Osiris Eldridge  | Dafron          |                     |
| Darüşşafaka         | Selçuk Ernak      | Erkan Veyseloğlu | Dafron          | Tekfen              |
| Fenerbahçe          | Igor Kokoškov     | Melih Mahmutoğlu | Nike            | Beko                |
| Fethiye Belediye    | Alkım Ay          | Barış Hersek     | Barex           | Esnaf Hastanesi     |
| Galatasaray         | Ekrem Memnun      | Göksenin Köksal  | Givova          | Doğa Sigorta        |
| Gaziantep Basketbol | Nenad Marković    | Can Uğur Öğüt    | Dafron          | Empera Halı         |
| OGM Ormanspor       | Korhan Aydanarığ  | Cevher Özer      | Wanisax         |                     |
| Pınar Karşıyaka     | Ufuk Sarıca       | Semih Erden      | S by Sportive   | Pinar               |
| Socar Petkimspor    | Kęstutis Kemzūra  | Hakan Yapar      | Barex           | Petkim              |
| Tofaş               | Hakan Demir       | D.J. White       | Dafron          | FIAT                |
| Türk Telekom        | Burak Gören       | Muhammed Baygül  | Dafron          | Türk Telekom        |

### Cambi di allenatore
| Squadra               | Allenatore uscente | Motivo                  | Data             | Posto in classifica | Nuovo allenatore  | Data             |
| --------------------- | ------------------ | ----------------------- | ---------------- | ------------------- | ----------------- | ---------------- |
| Bursaspor Basketbol   | Serkan Erdoğan     | Rescissione consensuale | 12 giugno 2020   | Pre-season          | Tutku Açık        | 9 agosto 2020    |
| Fenerbahçe Basketball | Željko Obradović   | Rescissione consensuale | 23 giugno 2020   | Pre-season          | Igor Kokoškov     | 2 luglio 2020    |
| Tofaş                 | Orhun Ene          | Rescissione consensuale | 26 ottobre 2020  | 8ª (2–3)            | Hakan Demir       | 29 ottobre 2020  |
| Beşiktaş              | Burak Bıyıktay     | Rescissione consensuale | 8 novembre 2020  | 16ª (0–6)           | Ahmet Kandemir    | 8 novembre 2020  |
| Galatasaray           | Ertuğrul Erdoğan   | Rescissione consensuale | 10 novembre 2020 | 15ª (2–5)           | Ömer Uğurata      | 3 dicembre 2020  |
| Bursaspor Basketbol   | Tutku Açık         | Rescissione consensuale | 23 novembre 2020 | 11ª (3–5)           | Dušan Alimpijević | 24 novembre 2020 |
| Bahçeşehir Koleji     | Zafer Aktaş        | Rescissione consensuale | 8 dicembre 2020  | 9ª (4–7)            | Erhan Ernak       | 8 dicembre 2020  |
| Galatasaray           | Ömer Uğurata       | Rescissione consensuale | 12 gennaio 2021  | 15ª (5–11)          | Ekrem Memnun      | 14 gennaio 2021  |

## Stagione regolare

### Classifica
|  | Pos. | Squadra                           | PT | G  | V  | P  | PF   | PS   | Dif  | SD  |
|  | ---- | --------------------------------- | -- | -- | -- | -- | ---- | ---- | ---- | --- |
|  | 1.   | Anadolu Efes                      | 59 | 30 | 29 | 1  | 2664 | 2267 | +397 |     |
|  | 2.   | Fenerbahçe Beko                   | 52 | 30 | 22 | 8  | 2627 | 2291 | +336 |     |
|  | 3.   | Pınar Karşıyaka                   | 50 | 30 | 21 | 9  | 2527 | 2320 | +207 |     |
|  | 4.   | Tofaş                             | 49 | 30 | 19 | 11 | 2597 | 2444 | +153 |     |
|  | 5.   | Beşiktaş Icrypex                  | 48 | 30 | 19 | 11 | 2567 | 2435 | +132 |     |
|  | 6.   | Türk Telekom                      | 47 | 30 | 17 | 13 | 2493 | 2458 | +35  |     |
|  | 7.   | Darüşşafaka Tekfen                | 46 | 30 | 16 | 14 | 2481 | 2392 | +89  |     |
|  | 8.   | Empera Halı Gaziantep Basketbol   | 45 | 30 | 15 | 15 | 2272 | 2266 | +6   |     |
|  | 9.   | Frutti Extra Bursaspor            | 43 | 30 | 13 | 17 | 2403 | 2525 | -122 |     |
|  | 10.  | HDI Sigorta Afyon Belediye        | 42 | 30 | 12 | 18 | 2455 | 2633 | -178 |     |
|  | 11.  | Petkim Spor                       | 40 | 30 | 10 | 20 | 2383 | 2451 | -68  | 4-2 |
|  | 12.  | Bahçeşehir Koleji                 | 40 | 30 | 10 | 20 | 2431 | 2471 | -40  | 3-3 |
|  | 13.  | Büyükçekmece Basketbol            | 40 | 30 | 10 | 20 | 2408 | 2613 | -205 | 3-3 |
|  | 14.  | Galatasaray                       | 40 | 30 | 11 | 19 | 2505 | 2613 | -108 | 2-4 |
|  | 15.  | Lokman Hekim Fethiye Belediyespor | 39 | 30 | 9  | 21 | 2305 | 2613 | -308 |     |
|  | 16.  | OGM Ormanspor                     | 37 | 30 | 7  | 23 | 2350 | 2676 | -326 |     |

      Campione di Turchia.
      Ammesse ai playoff scudetto.
      Retrocessa in TBL
 Vincitrice del campionato
In caso di parità tra due squadre si considera la differenza canestri degli scontri diretti, in caso di scarto nullo si considera il coefficiente canestri (PF/PS). In caso di parità tra tre o più squadre si procede al calcolo della classifica avulsa, prendendo in considerazione come primo elemento il totale degli scontri diretti tra le squadre interne alla classifica avulsa, in caso di parità interna tra due squadre si prosegue con le regole per la parità tra due squadre.

### Risultati
|                                   | AEF    | BAH    | BJK    | BÇB    | DSK    | GAZ    | FEN     | BUR    | GAL     | AFY    | FET    | ORM    | PET    | KSK    | TOF    | TTA     |
| --------------------------------- | ------ | ------ | ------ | ------ | ------ | ------ | ------- | ------ | ------- | ------ | ------ | ------ | ------ | ------ | ------ | ------- |
| Anadolu Efes                      | —      | 89–66  | 84–80  | 98–79  | 84–74  | 102–63 | 85–72   | 91–58  | 90–80   | 86–67  | 101–85 | 95–75  | 87–80  | 74–61  | 87–85  | 83–78   |
| Bahçeşehir Koleji                 | 76–100 | —      | 76–86  | 83–74  | 76–85  | 76–83  | 61–78   | 101–71 | 78–95   | 70–76  | 99–71  | 92–65  | 85–91  | 83–96  | 84–73  | 88–97   |
| Beşiktaş Icrypex                  | 74–81  | 83–77  | —      | 84–77  | 98–93  | 84–81  | 74–83   | 69–84  | 82–64   | 104–75 | 76–65  | 85–91  | 96–94  | 72–84  | 94–85  | 94–60   |
| Büyükçekmece Basketbol            | 83–94  | 66–92  | 89–104 | —      | 88–85  | 71–90  | 93–91   | 68–73  | 105–101 | 95–83  | 66–59  | 89–82  | 86–83  | 77–90  | 75–88  | 75–86   |
| Darüşşafaka Tekfen                | 70–81  | 91–95  | 82–86  | 85–82  | —      | 82–75  | 64–66   | 78–75  | 91–82   | 102–77 | 96–81  | 90–68  | 99–78  | 86–77  | 72–85  | 84–72   |
| Empera Halı Gaziantep Basketbol   | 60–68  | 88–77  | 77–84  | 65–66  | 76–82  | —      | 59–65   | 77–70  | 68–61   | 84–88  | 84–64  | 76–87  | 76–64  | 59–55  | 68–67  | 70–66   |
| Fenerbahçe Beko                   | 84–88  | 70–56  | 83–92  | 81–70  | 90–79  | 97–102 | —       | 90–54  | 104–79  | 94–74  | 113–74 | 105–72 | 93–70  | 117–59 | 81–84  | 99–77   |
| Frutti Extra Bursaspor            | 76–95  | 67–64  | 89–73  | 89–81  | 68–70  | 78–90  | 82–77   | —      | 73–92   | 81–75  | 89–84  | 104–89 | 95–89  | 81–94  | 83–70  | 107–108 |
| Galatasaray                       | 56–80  | 101–90 | 97–89  | 87–91  | 87–98  | 86–90  | 73–87   | 106–93 | —       | 110–70 | 71–68  | 89–87  | 65–89  | 74–86  | 79–91  | 94–89   |
| HDI Sigorta Afyon Belediye        | 103–85 | 77–89  | 73–96  | 79–74  | 80–79  | 78–70  | 87–97   | 76–70  | 97–80   | —      | 83–93  | 91–114 | 94–76  | 69–75  | 75–89  | 84–89   |
| Lokman Hekim Fethiye Belediyespor | 84–90  | 76–105 | 87–83  | 83–70  | 54–78  | 60–90  | 86–93   | 75–89  | 91–82   | 100–89 | —      | 98–89  | 75–74  | 78–86  | 76–101 | 82–81   |
| OGM Ormanspor                     | 76–115 | 80–68  | 68–92  | 74–85  | 64–80  | 81–82  | 63–72   | 84–80  | 82–90   | 85–101 | 77–66  | —      | 90–106 | 61–101 | 77–76  | 90–97   |
| Petkim Spor                       | 71–75  | 72–77  | 82–72  | 98–77  | 78–70  | 67–66  | 67–80   | 108–80 | 83–64   | 78–81  | 69–79  | 83–76  | —      | 75–85  | 62–83  | 65–71   |
| Pınar Karşıyaka                   | 89–98  | 82–79  | 80–81  | 117–82 | 89–78  | 72–65  | 83–79   | 84–85  | 92–94   | 96–82  | 92–55  | 86–57  | 97–80  | —      | 90–71  | 80–69   |
| Tofaş                             | 78–92  | 87–80  | 89–86  | 94–85  | 101–89 | 84–72  | 103–104 | 84–77  | 98–89   | 83–85  | 110–81 | 99–82  | 88–80  | 78–88  | —      | 78–64   |
| Türk Telekom                      | 84–86  | 101–88 | 85–94  | 95–89  | 79–69  | 84–66  | 81–82   | 83–82  | 81–77   | 89–86  | 87–75  | 83–64  | 89–71  | 81–61  | 87–95  | —       |

## Play-off

### Tabellone
|  | Quarti di finale | Quarti di finale | Quarti di finale |            |              | Semifinali   | Semifinali | Semifinali |  |  | Finale | Finale | Finale |  |
|  |                  |                  |                  |            |              |              |            |            |  |  |        |        |        |  |
|  | Anadolu Efes     | Anadolu Efes     | 2                |            |              |              |            |            |  |  |        |        |        |  |
|  | Anadolu Efes     | Anadolu Efes     | 2                |            |              |              |            |            |  |  |        |        |        |  |
|  | Gaziantep BŞB    | Gaziantep BŞB    | 0                |            |              |              |            |            |  |  |        |        |        |  |
|  | Gaziantep BŞB    | Gaziantep BŞB    | 0                |            | Anadolu Efes | Anadolu Efes | 3          |            |  |  |        |        |        |  |
|  |                  |                  |                  |            | Anadolu Efes | Anadolu Efes | 3          |            |  |  |        |        |        |  |
|  |                  |                  | Beşiktaş         | Beşiktaş   | 0            |              |            |            |  |  |        |        |        |  |
|  | Tofaş Bursa      | Tofaş Bursa      | Beşiktaş         | Beşiktaş   | 0            | 0            |            |            |  |  |        |        |        |  |
|  | Tofaş Bursa      | Tofaş Bursa      |                  |            |              |              |            |            |  |  |        |        |        |  |
|  | Beşiktaş         | Beşiktaş         | 2                |            |              |              |            |            |  |  |        |        |        |  |
|  | Beşiktaş         | Beşiktaş         | 2                |            | Anadolu Efes | Anadolu Efes | 3          |            |  |  |        |        |        |  |
|  |                  |                  |                  |            |              |              |            |            |  |  |        |        |        |  |
|  |                  |                  | Fenerbahçe       | Fenerbahçe | 0            |              |            |            |  |  |        |        |        |  |
|  | Fenerbahçe       | Fenerbahçe       | Fenerbahçe       | Fenerbahçe | 0            | 2            |            |            |  |  |        |        |        |  |
|  | Fenerbahçe       | Fenerbahçe       |                  |            |              |              |            |            |  |  |        |        |        |  |
|  | Darüşşafaka      | Darüşşafaka      | 0                |            |              |              |            |            |  |  |        |        |        |  |
|  | Darüşşafaka      | Darüşşafaka      | 0                |            | Fenerbahçe   | Fenerbahçe   | 3          |            |  |  |        |        |        |  |
|  |                  |                  |                  |            | Fenerbahçe   | Fenerbahçe   | 3          |            |  |  |        |        |        |  |
|  |                  |                  | Karşıyaka        | Karşıyaka  | 1            |              |            |            |  |  |        |        |        |  |
|  | Karşıyaka        | Karşıyaka        | Karşıyaka        | Karşıyaka  | 1            | 2            |            |            |  |  |        |        |        |  |
|  | Karşıyaka        | Karşıyaka        |                  |            |              |              |            |            |  |  |        |        |        |  |
|  | Türk Telekom     | Türk Telekom     | 1                |            |              |              |            |            |  |  |        |        |        |  |

### Quarti di finale
| Squadra 1    | Totale | Squadra 2     | Gara 1 | Gara 2 | Gara 3 |
| ------------ | ------ | ------------- | ------ | ------ | ------ |
| Anadolu Efes | 2–0    | Gaziantep BŞB | 96–73  | 83–67  | –      |
| Fenerbahçe   | 2–0    | Darüşşafaka   | 103–91 | 98–79  | –      |
| Karşıyaka    | 2–1    | Türk Telekom  | 82–79  | 70–76  | 96–71  |
| Tofaş Bursa  | 0–2    | Beşiktaş      | 90–92  | 79–82  | –      |

### Semifinali
| Squadra 1    | Totale | Squadra 2 | Gara 1 | Gara 2 | Gara 3 | Gara 4 | Gara 5 |
| ------------ | ------ | --------- | ------ | ------ | ------ | ------ | ------ |
| Anadolu Efes | 3–0    | Beşiktaş  | 96–77  | 104–86 | 96–66  | –      | –      |
| Fenerbahçe   | 3–1    | Karşıyaka | 83–79  | 71–80  | 67–62  | 78–76  | –      |

### Finale
| Squadra 1    | Totale | Squadra 2  | Gara 1 | Gara 2 | Gara 3 | Gara 4 | Gara 5 | Gara 6 | Gara 7 |
| ------------ | ------ | ---------- | ------ | ------ | ------ | ------ | ------ | ------ | ------ |
| Anadolu Efes | 3–0    | Fenerbahçe | 111–71 | 95–73  | 66–93  | –      | –      | –      | –      |

| Arbitri: | Mehmet Keseratar Fatih Arslanoğlu Mehmet Serdar Ünal |

|                              |            |                                    |
| Larkin 23 Micić 19 Tuncer 12 | Punti      | 19 Mahmutoğlu 14 de Colo 11 Veselý |
| Tuncer 8                     | Assist     | 6 de Colo                          |
| Moerman 9                    | Rimbalzi   | 6 Veselý                           |
| Ergin Ataman                 | Allenatori | Igor Kokoškov                      |

| Arbitri: | Zafer Yılmaz Osman Sinan İşgüder Can Mavisu |

|                                   |            |                                 |
| Beaubois 27 Micić 23 Singleton 15 | Punti      | 14 de Colo 13 Gudurić 9 Barthel |
| Micić 7                           | Assist     | 6 de Colo                       |
| Micić 7                           | Rimbalzi   | 6 Barthel, de Colo              |
| Ergin Ataman                      | Allenatori | Igor Kokoškov                   |

| Arbitri: | Emin Moğulkoç Yener Yılmaz Mehmet Karabilecen |

|                                  |            |                                |
| de Colo 19 Pérez 10 Mahmutoğlu 9 | Punti      | 30 Beaubois 13 Tuncer 11 Micić |
| Veselý 6                         | Assist     | 8 Micić                        |
| Veselý 4                         | Rimbalzi   | 7 Balbay, Singleton            |
| Igor Kokoškov                    | Allenatori | Ergin Ataman                   |

## Squadre turche nelle competizioni europee
| Squadra                | Competizione     | Andamento        |
| ---------------------- | ---------------- | ---------------- |
| Anadolu Efes           | Euroleague       | Campione         |
| Fenerbahçe Beko        | Euroleague       | Quarti di finale |
| Bahçeşehir Koleji      | Eurocup          | Regular season   |
| Frutti Extra Bursaspor | Eurocup          | Regular season   |
| Darüşşafaka Tekfen     | Champions League | Regular season   |
| Galatasaray            | Champions League | Regular season   |
| Pınar Karşıyaka        | Champions League | Secondo posto    |
| Tofaş                  | Champions League | Playoff          |
| Türk Telekom           | Champions League | Playoff          |
| Beşiktaş               | FIBA Europe Cup  | Regular season   |